# Озгерюш (Лейлекский район)

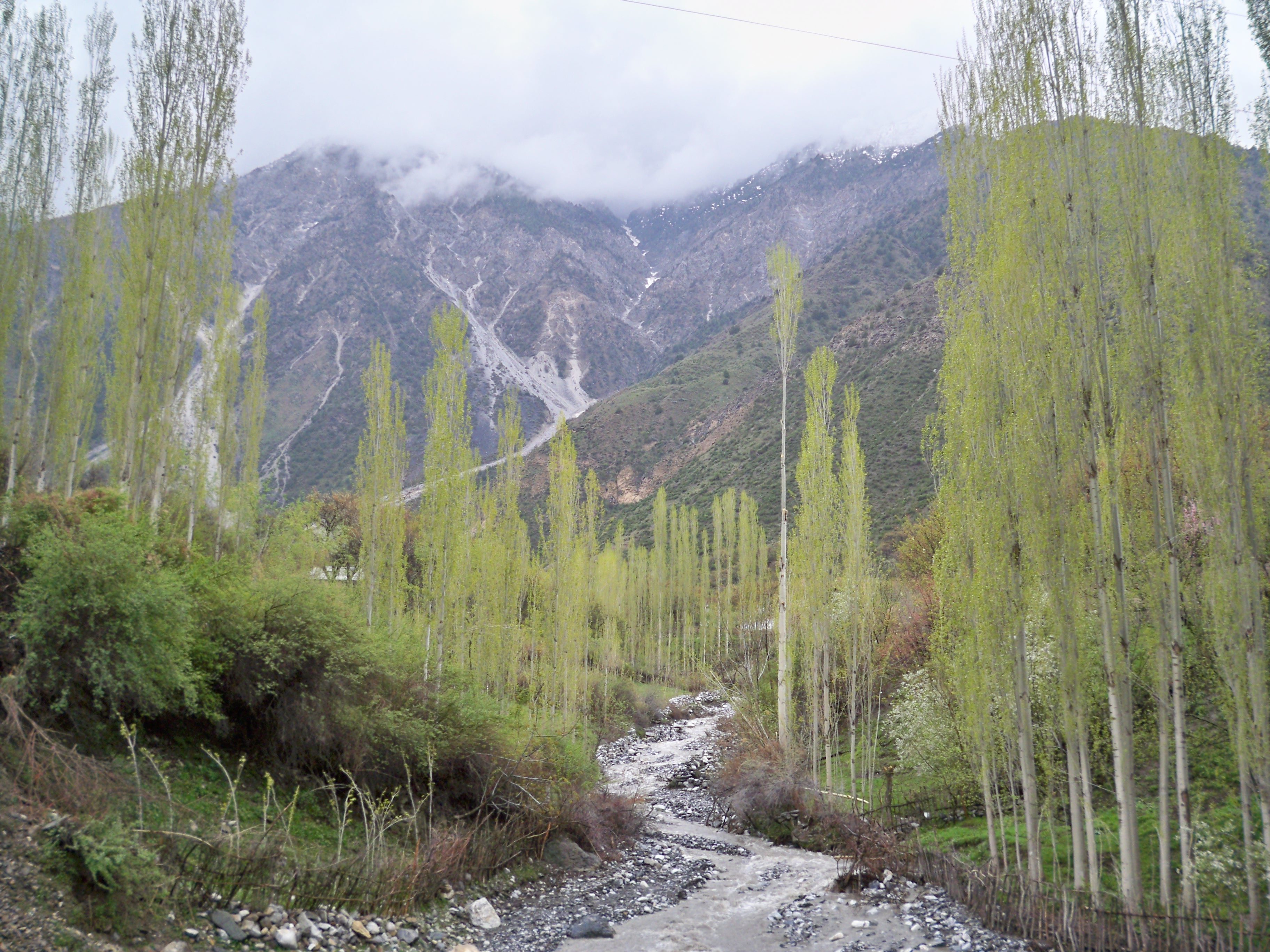

Озгерюш  (кирг. Өзгөрүш ) — село в Лейлекском районе Баткенской области Кыргызстана. Входит в состав Катранского аильного округа. Расположено на юго-западе республики.
В 2021 году его население составляло 1209 человек. В 2009 году здесь проживало 963 человека, в 2020 году — 1235 жителей.